# Jben

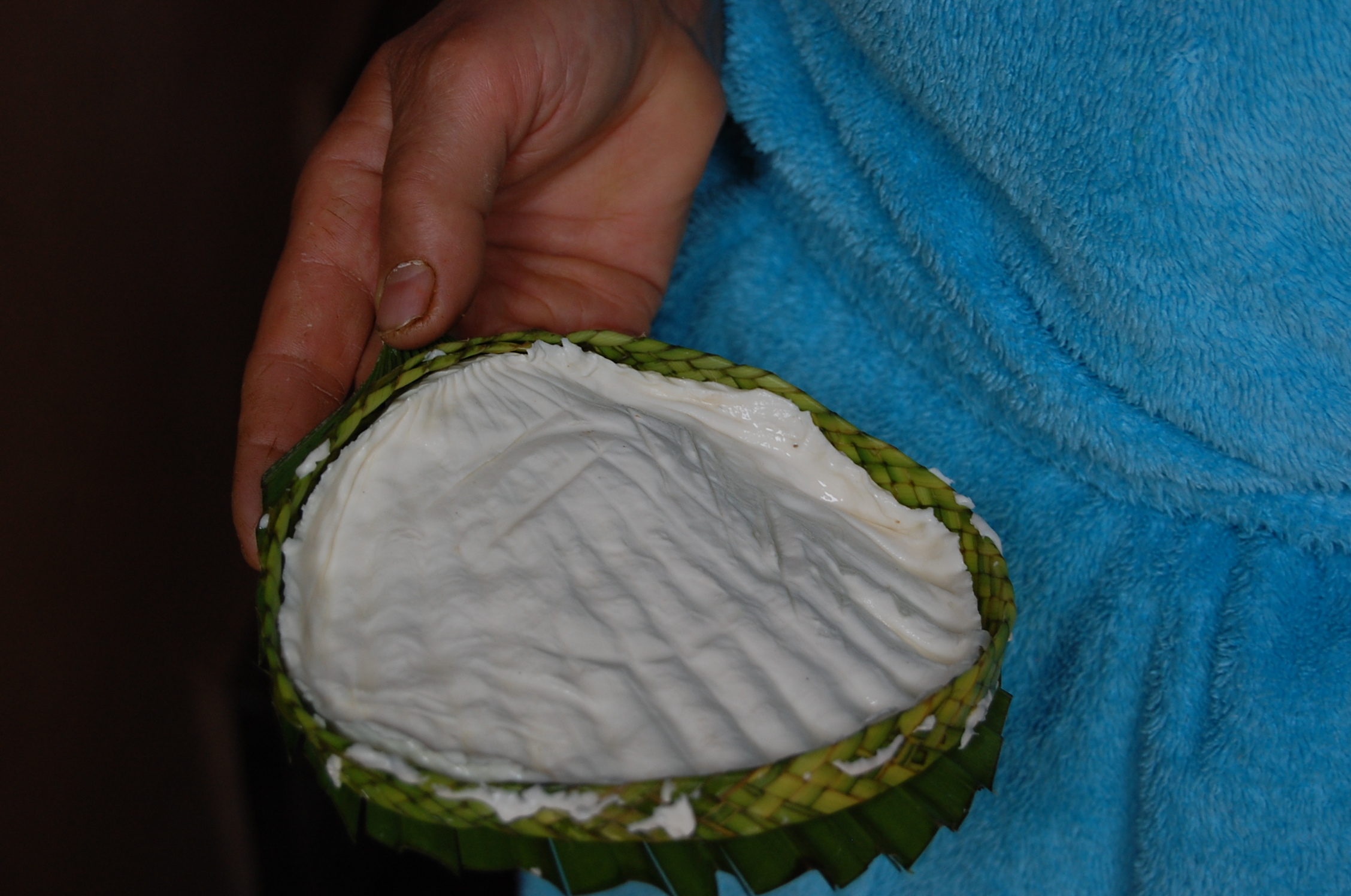
Jben

Jben ist ein traditioneller marokkanischer Ziegenkäse. Der Frischkäse stammt aus der Provinz Chefchaouen im Rifgebirge.
Der runde Käse ist ein traditionelles Lebensmittel in der Region Chefchaouen und ein Markenzeichen der nordmarokkanischen regionalen Küche. Jben wird aus frischer Ziegenmilch hergestellt und manchmal mit Kuhmilch gemischt. Der Käse ist für seinen einzigartigem Geschmack und das traditionelle Herstellungsverfahren bekannt.

## Herstellung
Der Großteil der Milch, die für die Produktion des Käses verwendet wird, stammt von der Beni Arous Ziege, die typisch für Chefhaouen und das Rifgebiet ist. Die Milch ist nicht pasteurisiert und anstelle von Lab wird entweder Feigensaft verwendet oder das Lab wird aus dem Magen junger Ziegen gewonnen.
Jben wird hergestellt, indem Milch, Sauermilch, Sahne und Salz erhitzt und dann in ein Käsetuch gehängt werden, um die Käsemasse von der Molke zu trennen. Einige Produzenten lassen den Käse möglicherweise frischer oder weicher, andere lassen ihn möglicherweise länger abtropfen, damit er fester oder trockener wird. Andere fügen auch Kräuter hinzu. Der Käsebruch wird anschließend zu einer Scheibe geformt und in eine Form gepresst, die aus einem gewebten Palmblatt besteht.
Die Herstellung des Käses dauert nur etwa 15 Minuten, der Käse ist nach etwa 10 Stunden essbar. Auf Grund der leichten Zubereitbarkeit wird er in vielen nordmarokkanischen Haushalten selbst hergestellt.

## Genuss
In Nordmarokko gehört der Jben in vielen Haushalten zum Frühstück einfach dazu. Oft wird er mit Olivenöl beträufelt und mit Thymian und anderen Kräutern bestreut. Er wird oft gemeinsam mit anderen Frühstückszutaten der marokkanischen Küche, wie frisch gebackenem Brot oder Msemmen, schwarzen Oliven, Minztee und Orangensaft serviert. Je nach Textur des Käses kann Jben auf dem Brot verteilt oder in Scheiben geschnitten werden. Manchmal wird er zu Omeletts hinzugefügt oder als Füllung für Briouats (gebratene marokkanische Frühlingsrollen) verwendet.
Der Geschmack ist natürlich, oft scharf und der Käse kann gesalzen oder ungesalzen gegessen werden.
Es gilt als gesund, da er leicht verdaulich ist und mit verschiedenen marokkanischen Brotsorten kombiniert werden kann. Es wird auch während des Ramadan gegessen.